# 카미스 카다피
카미스 카다피(Khamis Gaddafi, 1983년 5월 27일~2012년 10월 20일, 아랍어: خميس القذافي)는 리비아의 지도자 무아마르 카다피의 7번째 아들로, 친위부대 카미스 여단을 책임지는 지휘관이다. 미국 에이콤의 인턴 프로그램으로 2011년 1월부터 한 달간 미국에서 체류하다가 봉기가 일어나자 리비아로 귀국하였다.
최정예부대로 알려진 카미스 여단(32여단)을 이끌고 벵가지에서 일어난 시위를 탄압하는데 앞장선 카미스 카다피가 리비아 비행사의 자살 테러에 의해 사망한 것으로 알아라비야 방송이 보도했으나 알자지라 등 다른 매체들은 사망 소식을 루머라고 주장하고 있다.
2011년 10월 무아마르 카다피 진영에서 카미스의 사망을 애도한다는 성명을 발표해 그의 사망이 사실상 공식화되었으나 발표 당시에는 사망한 상태가 아니었다.